# Landesverband selbständiger Archäologen in Bayern
Der Landesverband selbständiger Archäologen in Bayern e.V. (Kürzel: SAB) ist ein Berufsverband von Inhabern privater Grabungsfirmen und selbständigen Archäologen im Freistaat Bayern.

## Gründung
Der Wunsch einer Interessenvertretung in Bayern ansässiger Grabungsfirmen entstand zu Beginn der 1990er Jahre. Durch die zunehmende Übertragung archäologischer Rettungsgrabungen an Grabungsunternehmen bildete sich in mehreren Bundesländern (flächendeckend zuerst in Bayern, Nordrhein-Westfalen und Brandenburg) ein privatwirtschaftlicher Markt. Von 1993 bis 1996 gab es mit dem Landesverband Bayerischer Grabungsfirmen bereits einen Vorläuferverein, aus dem 1996 der SAB als Neugründung hervorging (Vereinsregistereintrag 1997).

## Mitglieder
Die Inhaber der qualifizierten Firmen haben einen Studienabschluss in einem archäologischen Fach (Magister/Master/Promotion), vorzugsweise mit dem Hauptfach Ur- und Frühgeschichte (bzw. Vor- und Frühgeschichte) oder Mittelalterarchäologie. Im Verband sind derzeit 35 Inhaber von Grabungsfirmen sowie Freiberufler organisiert. Voraussetzung für die Mitgliedschaft sind neben dem Studienabschluss außerdem ein steuerlicher Firmensitz im Freistaat Bayern sowie die satzungsgemäße Selbstverpflichtung zur Steuer- und Abgabentreue sowie der Einhaltung anerkannter Berufspflichten.

## Aufgaben und Ziele
Kernaufgabe der im SAB organisierten Unternehmen sind archäologische Ausgrabungen im Bereich von eingetragenen Bodendenkmälern und archäologischen Vermutungsflächen, die sich aus Auflagen aus dem Bayerischen Denkmalschutzgesetz ergeben. Die Ausgrabungen umfassen die Epochen der Ur- und Frühgeschichte, des Mittelalters und der Neuzeit. Ergebnisse dieser Tätigkeiten werden zum Beispiel im Jahrbuch Das archäologische Jahr in Bayern publiziert.
Vorrangiges Ziel des SAB ist die Interessenvertretung der Mitglieder, das Auftreten gegen Wettbewerbsbeschränkungen und die Beilegung von unlauterem Wettbewerb. Der SAB ist als Verband Mitglied der Wettbewerbszentrale. Zu seinen Aufgaben gehören darüber hinaus der Dialog mit den Denkmalbehörden sowie wissenschaftliche Publikationen und Öffentlichkeitsarbeit in der bayerischen Archäologie. Der Verband ist Mitglied der Gesellschaft für Archäologie in Bayern (e.V.).
Die denkmalrechtlichen Verfahren für archäologische Ausgrabungen in Bayern werden von den Unteren Denkmalschutzbehörden getragen. Als Denkmalfachbehörde hat das Bayerische Landesamt für Denkmalpflege dabei eine beratende Funktion.